# Oussama Zamouri
Oussama Zamouri (Timdghart, 18 februari 1996) is een Marokkaans-Nederlands voetballer die als aanvaller speelt.

## Carrière
Oussama Zamouri groeide op in Amsterdam. Hij maakte zijn debuut voor Telstar in de Eerste divisie op 8 augustus 2016, in de met 1-0 verloren uitwedstrijd tegen RKC Waalwijk. Hij maakte zijn eerste doelpunt op 22 augustus 2016, in de met 4-2 gewonnen thuiswedstrijd tegen Helmond Sport. Zamouri speelde in twee seizoenen veertig competitiewedstrijden voor Telstar, waarin hij drie doelpunten maakte. In de zomer van 2018 stapte hij over naar FC Dordrecht, waar hij een seizoen speelde. In 2019 vertrok hij naar Oxford United FC, waar hij een contract voor een half jaar tekende. Hij speelde slechts één wedstrijd voor de Engelse club, de met 1-4 gewonnen uitwedstrijd tegen Crawley Town FC in het toernooi om de EFL Trophy. Hij begon in de basis, gaf in de 12e minuut de assist op de 0-1 en werd in de 63e minuut vervangen. Hij verliet de club eind 2019 en vervolgde zijn loopbaan in Kroatië bij NK Inter Zaprešić, waar hij elf wedstrijden speelde.
In juli 2020 ging Zamouri naar MVV Maastricht. In Limburg speelde hij vijftien wedstrijden, en maakt één doelpunt. Zamouri had in het tweede seizoenshelft last van blessures. In juli 2021 verliet hij transfervrij MVV.         

### Statistieken
| Seizoen                    | Club              | Land           | Competitie     | Competitie | Competitie | Beker | Beker | Overig | Overig | Totaal | Totaal |
| Seizoen                    | Club              | Land           | Competitie     | Wed.       | Dlp.       | Wed.  | Dlp.  | Wed.   | Dlp.   | Wed.   | Dlp.   |
| -------------------------- | ----------------- | -------------- | -------------- | ---------- | ---------- | ----- | ----- | ------ | ------ | ------ | ------ |
| 2016/17                    | Telstar           | Nederland      | Eerste divisie | 30         | 3          | 1     | 0     | –      | –      | 31     | 3      |
| 2017/18                    | Telstar           | Nederland      | Eerste divisie | 10         | 0          | 1     | 0     | 1      | 0      | 12     | 0      |
| 2018/19                    | FC Dordrecht      | Nederland      | Eerste divisie | 30         | 9          | 1     | 0     | –      | –      | 31     | 9      |
| 2019/20                    | Oxford United FC  | Engeland       | League One     | 0          | 0          | 0     | 0     | 1      | 0      | 1      | 0      |
| 2019/20                    | NK Inter Zaprešić | Kroatië        | 1. HNL         | 11         | 0          | 0     | 0     | –      | –      | 11     | 0      |
| 2020/21                    | MVV Maastricht    | Nederland      | Eerste divisie | 15         | 1          | 0     | 0     | –      | –      | 15     | 1      |
| Carrièretotaal             | Carrièretotaal    | Carrièretotaal | Carrièretotaal | 93         | 13         | 3     | 0     | 2      | 0      | 98     | 13     |
| Bijgewerkt op 28 Juni 2021 |                   |                |                |            |            |       |       |        |        |        |        |